# SN 1999bk
SN 1999bk – supernowa typu Ia odkryta 15 marca 1999 roku w galaktyce A112852-1218. W momencie odkrycia miała maksymalną jasność 19,10m.